# Diazald
Diazald (N-methyl-N-nitroso-p-toluensulfonamid) je organická sloučenina, používaná na bezpečnou výrobu toxického a nestabilního diazomethanu. Diazald je častěji využívaným prekurzorem diazomethanu než jiné látky, jako N-nitroso-N-methylmočovina, která vykazuje menší tepelnou stabilitu, a N-methyl-N'-nitro-N-nitrosoguanidin, jenž je toxický a mutagenní.
Po přidání zásady, například hydroxidu sodného nebo draselného, (za 65–70 °C) do roztoku této látky ve směsi vody, diethyletheru a vysokovroucího polárního rozpouštědla (například 2-(2-methoxyethoxy)ethanolu) se N-nitrososulfonamid přemění eliminační reakcí na diazomethan (který se oddělí jako etherový roztok) a sůl kyseliny p-toluensulfonové:
Podobně jako ostatní nitrososloučeniny je diazald tepelně nestálý, protože vazba N–NO je slabá, s disociační energií 140 kJ/mol.